# مهندسی تولید
مهندسی تولید (انگلیسی: Production engineering) تلفیقی از دانش مهندسی، فناوری ساخت و دانش مدیریت می‌باشد. مهندسی تولید شاخه‌هایی چون برنامه‌ریزی و کنترل موجودی‌ها، تهیه و تأمین مواد اولیه، ریخته‌گری فلز، مترولوژی و خودکارسازی را در بر می‌گیرد و با رشته‌هایی چون مهندسی صنایع و مهندسی ساخت و تولید دارای هم‌پوشانی می‌باشد.